# تيللى لوسش
تيللى لوسش (بالألمانية: Tilly Losch)‏ هي مصممة رقص ورسامة وراقصة باليه وممثلة نمساوية، ولدت في 15 نوفمبر 1903 بفيينا في النمسا، وتوفيت في 24 ديسمبر 1975 بنيويورك في الولايات المتحدة بسبب سرطان.

## أعمال

### أفلام
- (1936) حديقة الله
- (1937) الأرض الطيبة

## وصلات خارجية
- تيللى لوسش على موقع IMDb (الإنجليزية)
- تيللى لوسش على موقع ألو سيني (الفرنسية)
- تيللى لوسش على موقع أول موفي (الإنجليزية)
- تيللى لوسش على موقع قاعدة بيانات برودواي على الإنترنت (الإنجليزية)
- تيللى لوسش على موقع قاعدة بيانات برودواي على الإنترنت (الإنجليزية)
- تيللى لوسش على موقع قاعدة بيانات الأفلام السويدية (السويدية)
- تيللى لوسش على موقع إن إن دي بي (الإنجليزية)
- تيللى لوسش على موقع قاعدة بيانات الفيلم (الإنجليزية)
- تيللى لوسش على موقع كينوبويسك (الروسية)